# 無声歯茎ふるえ音
無声歯茎ふるえ音（むせい しけい ふるえおん、英: Voiceless alveolar trill）は、有声歯茎ふるえ音 /r/ とは声帯の振動の有無のみが異なる。大抵は有声版と共に、類似音素あるいは異音としていくつかの言語に存在する。
インド・ヨーロッパ祖語の *sr は古代ギリシア語では ⟨ῥ⟩ と綴られる音に発展した。この綴りは /r/ を表す字母に /h/ を表す補助記号がついたものである。これはおそらく無声歯茎ふるえ音であり、標準的なアッティカ方言では /r/ の規則的な語頭異音となった。この異音は現代ギリシア語では消失している。
- PIE *srew- > 古代ギリシア語 ῥέω "流れる"、発音はおそらく [r̥é.ɔː]

## 特徴
無声歯茎ふるえ音の特徴:
- 調音方法はふるえであり、これは調音器官が振動するようにその上に空気を向かわせることによって生み出されることを意味する。
- 調音部位は歯、歯茎、または後部歯茎であり、これは上前歯の後ろ、歯槽堤の位置、または歯槽堤の後ろで調音されることを意味する。ほとんどの場合舌尖音である[1]。
- 発声は無声であり、これは声帯の振動を伴わずに生み出されることを意味する。いくつかの言語では、声帯が積極的に分離しているため、常に無声である。他の言語では声帯が緩んでいるため、隣接する音の影響により有声化することがある。
- 口音であり、これは空気が口だけから抜けることができることを意味する。
- 中線音であり、これは舌の側面ではなく、中央に沿って気流を導くことによって生み出されることを意味する。
- 気流機構は肺臓的であり、これは、ほとんどの音と同様に、肺と横隔膜だけで空気を押すことによって調音されることを意味する。

## 存在
歯茎
| 言語           | 言語           | 単語        | IPA        | 意味           | 注記 |
| -------------- | -------------- | ----------- | ---------- | -------------- | --- |
| エストニア語   | エストニア語   | [ 要実例 ]  |            |                | /t, s, h/ の後ろでの /r/ の語末異音。                                                                                                   |
| アイスランド語 | アイスランド語 | hrafn       | [ˈr̥apn̥]    | '大型のカラス' | /r/ と対立。一部の話者では、実際には無声はじき音かもしれない。                                                                          |
| レズギ語       | レズギ語       | крчар/krčar | [ˈkʰr̥t͡ʃar] | '角'（複数形） | 無声阻害音の間での /r/ の異音 |
| リンブルフ語   | ハッセルト方言 | geer        | [ɣeːr̥]     | '芳香'         | /r/ の可能性のある語末異音。代わりに口蓋垂音 [ʀ̥] かもしれない。                                                                         |
| モクシャ語     | モクシャ語     | нархне      | [ˈnar̥nʲæ]  | 'これらの芝生' | /r/ と対立。нарня [ˈnarnʲæ] "短い芝生"。硬口蓋化音 /r̥ʲ/ を有する: марьхне [ˈmar̥ʲnʲæ]（これらの林檎）、марьня [ˈmarʲnʲæ]（小さな林檎）。 |
| ニヴフ語       | アムール方言   | р̌ы          | [r̥ɨ]       | '扉'           | /r/ と対立。サハリン方言では、典型的には摩擦音 ⟨r̝̊⟩。                                                                                    |
| 北部チアン語   | 北部チアン語   | [ 要実例 ]  | [ 要実例 ] |                | /r/ と対立 |
| ポーランド語   | ポーランド語   | krtań       | [ˈkr̥täɲ̟]   | '喉頭'         | 無声子音によって囲まれた時、または無声子音の後ろの語末での /r/ の異音。                                                                 |
| ウクライナ語   | ウクライナ語   | центр       | [t̪͡s̪ɛn̪t̪r̥]   | '中心'         | /t/ の後ろでの /r/ の異音。 |
| ウェールズ語   | ウェールズ語   | Rhagfyr     | [ˈr̥aɡvɨr]  | '12月'         | /r/ と対立。 |
| サポテク語     | キエゴラニ     | rsil        | [r̥sil]     | '早く'         | /r/ の異音。 |

## 無声歯茎摩擦ふるえ音
無声歯茎摩擦ふるえ音（voiceless alveolar fricative trill）は、いかなる言語においても音素として存在することが知られていない（もしかするとニヴフ語の東サハリン方言が例外）。チェコ語に異音的に存在する。

### 特徴
無声歯茎摩擦ふるえ音の特徴:
- 調音方法は摩擦ふるえであり、これは同時に発音される非歯擦摩擦音かつふるえ音であることを意味する。
- 調音部位は舌端歯茎であり、これは歯槽堤の位置で舌端を使って調音されることを意味する。
- 発声は無声であり、これは声帯の振動を伴わずに生み出されることを意味する。いくつかの言語では、声帯が積極的に分離しているため、常に無声である。他の言語では声帯が緩んでいるため、隣接する音の影響により有声化することがある。
- 口音であり、これは空気が口だけから抜けることができることを意味する。
- 中線音であり、これは舌の側面ではなく、中央に沿って気流を導くことによって生み出されることを意味する。
- 気流機構は肺臓的であり、これは、ほとんどの音と同様に、肺と横隔膜だけで空気を押すことによって調音されることを意味する。

### 存在
| 言語         | 言語                             | 単語       | IPA        | 意味           | 注記 |
| ------------ | -------------------------------- | ---------- | ---------- | -------------- | --- |
| チェコ語     | チェコ語                         | tři sta    | [ˈt̪r̝̊ɪs̪t̪ä]  | '300'          | 無声子音の後ろでの /r̝/ の異音。代わりにたたき摩擦音かもしれない。 |
| ノルウェー語 | ナルヴィク市周辺の地域           | norsk      | [nɔr̝̊k]     | 'ノルウェー語' | 無声子音の前での配列 /ɾs/ の異音。 |
| ノルウェー語 | トリョンデシュクの一部の下位方言 | norsk      | [nɔr̝̊k]     | 'ノルウェー語' | 無声子音の前での配列 /ɾs/ の異音。 |
| ニヴフ語     | （東）サハリン方言               | р̌ы         | [r̝̊ɨ]       | '扉'           | /r/ と対立。アムール方言では、典型的には ⟨r̥⟩ として実現される。 |
| ポーランド語 | 一部の方言                       | przyjść    | [ˈpr̝̊ɘjɕt͡ɕ] | '来る'         | /ʐ/ と融合していない話者での無声子音の後ろの /r̝/ の異音。スタロガルド・グダニスキからマルボルクとそれらの南部、西部、および北西部、ルバヴァからオルシュティン、オレツコ、ジャウドヴォ、ビェレンから南方向と東方向、ヴォウォミン周辺、オストルフ・マゾヴィエツカから南東方向、シェドルツェから西方向、ブジェクからオポーレとそれらの北部、おおよそラチブシュからノヴィ・タルクまでに存在する。ほとんどの話者は、標準ポーランド語と同様、/ʂ/ と同じように発音し、この区別を維持している話者（大抵は年配の者）も散発的にそのように発音する。 |
| シレジア語   | イステブナ                       | [ 要実例 ] |            |                | 無声子音の後ろでの /r̝/ の異音。ほとんどのポーランド語方言では /ʂ/ と同じように発音される。 |
| シレジア語   | ヤブルンコフ                     | [ 要実例 ] |            |                | 無声子音の後ろでの /r̝/ の異音。ほとんどのポーランド語方言では /ʂ/ と同じように発音される。 |